# Orthevielle
Orthevielle település Franciaországban, Landes megyében. Lakosainak száma 1057 fő (2022. január 1.). Orthevielle Bélus, Hastingues, Peyrehorade, Port-de-Lanne, Saint-Lon-les-Mines és Sames községekkel határos.

## Népesség
A település népességének változása:
| Lakosok száma | 629  | 705  | 741  | 825  | 903  | 904  | 936  | 1002 | 1028 | 1057 |
|               | 1968 | 1982 | 1990 | 2006 | 2013 | 2015 | 2017 | 2019 | 2020 | 2022 |